# Satelitní město
Satelitní město je obec či malý uměle vytvořený sídelní celek ležící poblíž velkých měst či industriálních lokací, přičemž závisí na jejich ekonomickém a demografickém systému. Problémem této nekoncepční výstavby vzniklé ze sídelní kaše je nedostatek služeb a občanské vybavenosti, špatná obslužnost veřejnou i pěší dopravou, vzájemná izolace obyvatel, funkční a sociální segregace i napjaté vztahy mezi novými obyvateli a starousedlíky. Tyto celky fungují monofunkčně – jsou pouhými „noclehárnami", z kterých musí obyvatelém autem dojíždět do měst. Jsou tak dlouhodobě neudržitelné, protože kvůli své řídké zástavbě a závislosti na dojíždění výrazně zvyšují energetickou a ekologickou stopu.
Seskupení více satelitních měst okolo určitého bodu vede k tvorbě aglomerací. Role samotných satelitů a jejich rozložení většinou závisí na typu aglomerace (monocentrická, polycentrická), populace, ekonomické a demografické situace v minulosti, přítomnosti a budoucnosti. Důležitou roli při formování satelitních měst hrají vládní orgány, soukromé a veřejné podniky. Postupem času se satelitní města mohou spojovat s centrem metropolitní oblasti. Satelitní města jsou alespoň částečně hospodářsky, sociálně i fyzicky nezávislá na metropoli. Příkladem satelitního města může být Jesenice u Prahy.

## Rozdělení
Satelitní město může být:[zdroj?]
- Industriální
- Rekreační
- Obytné
- Finanční
- Vojenské
- Historické
- Rasové a etnické

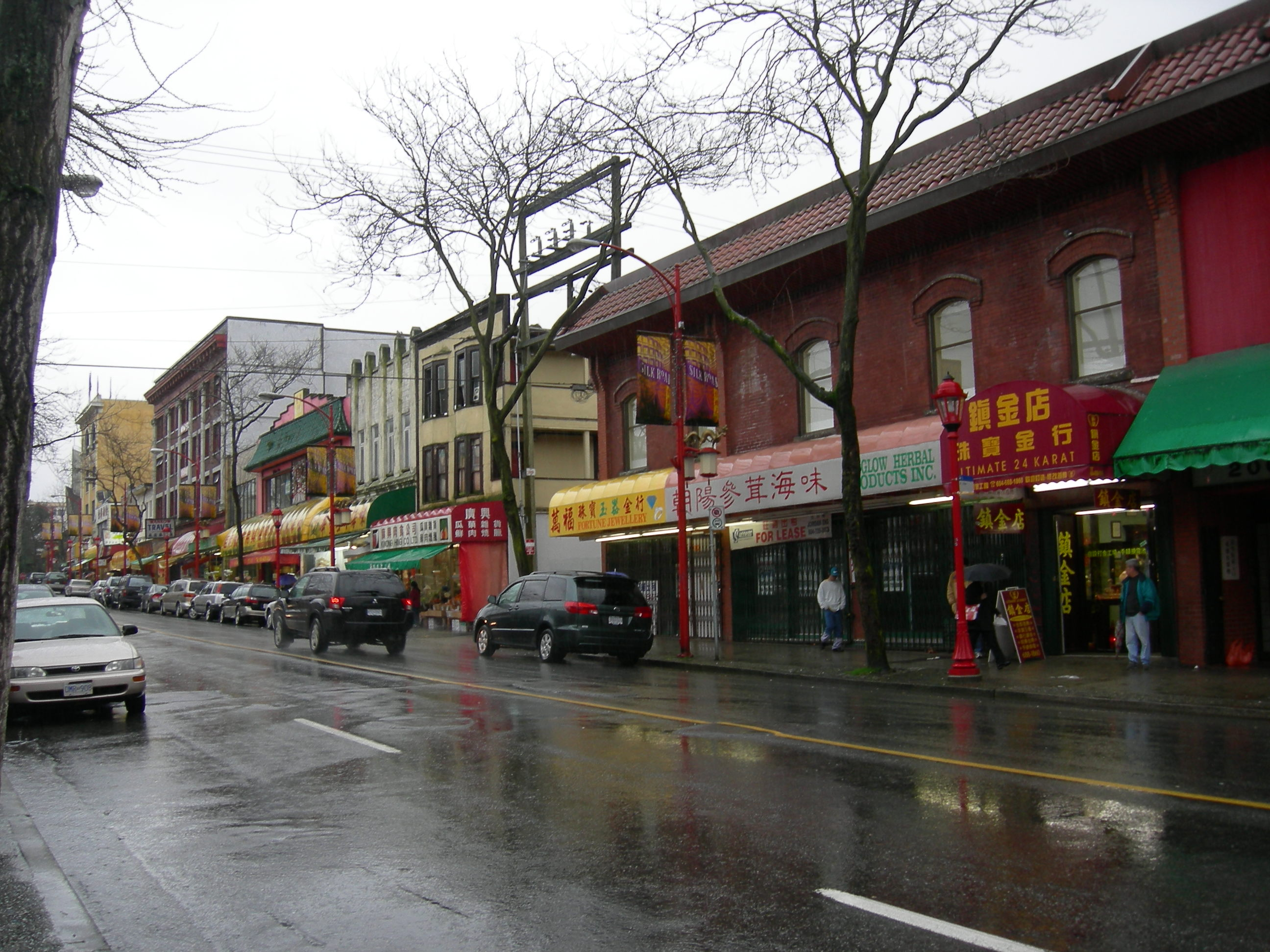
Ulice v čínské čtvrti Vancouveru (Kanada)

V mnohých vyspělých státech (USA, Velká Británie, Německo, Austrálie, Jižní Afrika, Kanada), kde je významný podíl imigrantů a existují složité rasové a etnické vztahy, vznikají nová satelitní města na rasovém základě. Neoficiální sídliště pro černou rasu se někdy nazývají ghetto, pro latinskoamerické přistěhovalce barrio a pro Asiaty – chinatown. Tato místa vznikají pro zamezení rasových konfliktů.[zdroj?] Příkladem je rozdělení města na bílé a černé čtvrtě (Chicago, Jackson (Mississippi) a mnoho dalších).

## Satelitní městečka v Česku

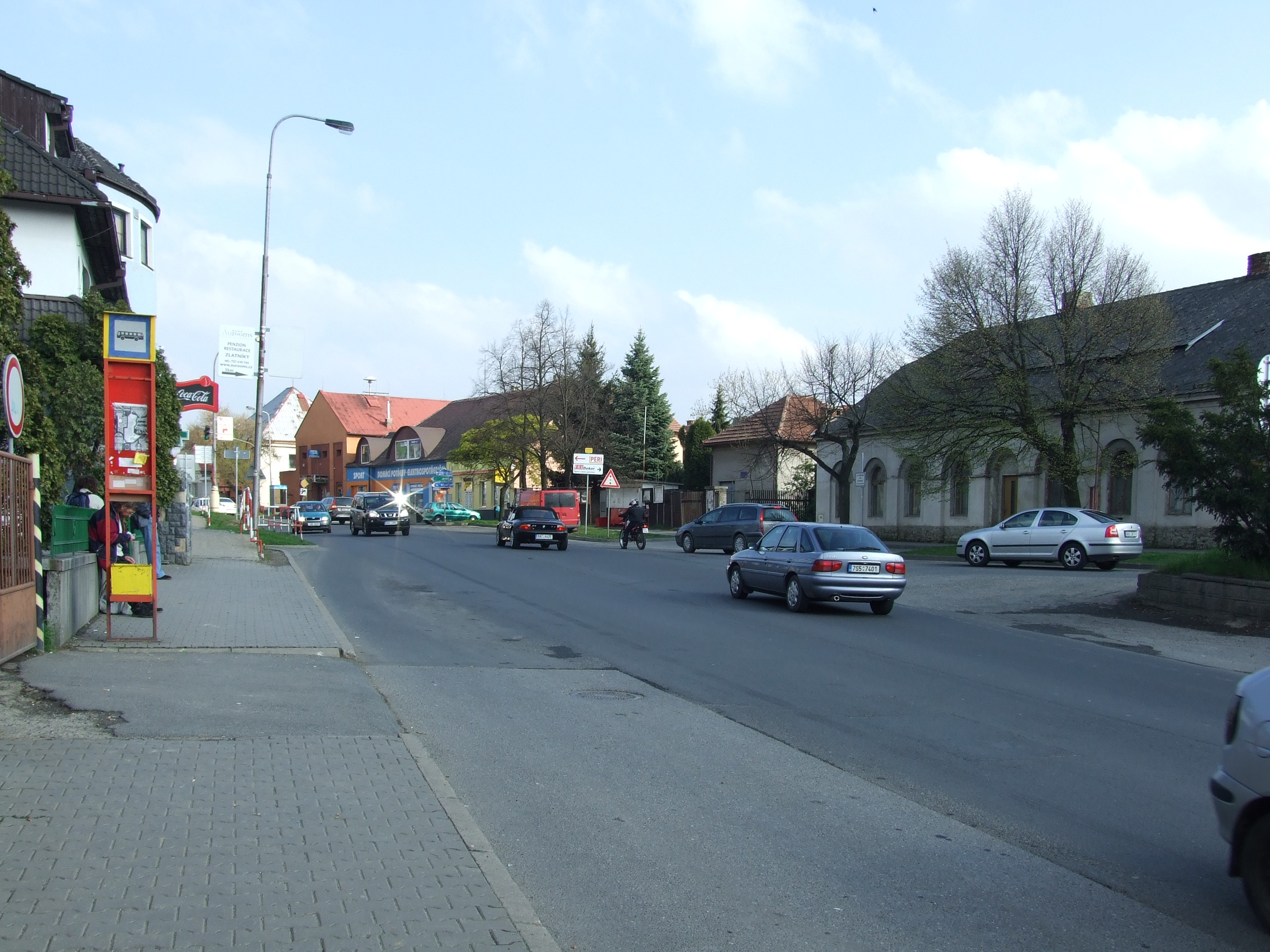
Jesenice u Prahy je jedním z největších satelitních městeček v Česku, je považována za příklad sídelní kaše

Výraz satelitní město byl v češtině používán již ve 30. letech 20. století. Pojem satelitní městečko se v Česku ve větší míře začal používat od 90. let 20. století, kdy nastal trend stěhování obyvatel z bytů do nově vystavěných domků. Lidé chtěli bydlet v domě s vlastní zahradou, ale cena pozemků pro jejich výstavbu je na katastru měst mnohem vyšší, než v okolních vesnicích. Proto developeři leckdy hromadně skupují volné pozemky za městem, které zasíťují a umožní zde výstavbu často až několika desítek domů. Naprostá většina těchto satelitních městeček byla vybudována jen kvůli zisku a uspokojení hlavní potřeby nových majitelů – bydlet. 
Satelitní městečka, oproti klasickým satelitním městům však sama o sobě postrádají přirozené centrum i základní služby, které chybějí i v případě, že je vilová čtvrť přistavěna na okraji vesnice. Noví obyvatelé malých satelitů tak zůstávají plně závislí na blízkém městě. Jelikož v původně malých vesnicích nebyla žádná nebo fungovala jen malá škola, musí děti ze satelitů stejně dojíždět až do města. A protože veřejná doprava není s městem propojena tak, jak by si noví obyvatelé přáli, jsou rodiče obvykle nuceni své děti do města vozit nejen do školy, ale i na kulturní akce a kroužky. Dalším problémem satelitních měst je jejich nepřirozeně rychlý vznik oproti staletému vývoji původní obce.
Do satelitů se však během několika málo let nastěhují najednou desítky až stovky obyvatel, kteří jsou na životě ve městě tak závislí, že se pohybu ve vesnici spíše vyhýbají. Kolem roku 2013 už trend vystěhovávání za město mírně polevoval, právě kvůli zmíněným nedostatkům, kdy se dokonce už někteří z obyvatel satelitních městeček vracejí zpět do měst. Podobný vývoj zažila města i v západní Evropě o desítky let dříve.

### Příklady
Největší satelitní města v Česku se nacházejí v okolí hlavního města Prahy. Příkladem je město Jesenice, jehož satelitní část vznikla kvůli historicky nekoncepčnímu řešení rozvoje. Přidáním zastavitelné plochy pro bydlení v územním plánu vznikaly oddělené lokality pro bydlení bez vazby na ostatní části obce a na občanskou vybavenost. Není zde například dána hierarchie ulic, není zde dořešena veřejná doprava, chybí pěší vazby i veřejná zeleň. Pokud odsud ve špičce člověk jede do centra Prahy, autobus i auto stojí v dlouhých kolonách.